# يوم نصر المجاهدين
يوم نصر المجاهدين (بالإنجليزية: Mujahideen Victory Day)‏، يوم يحتفل فيه الأفغان لنصر المجاهدين بتاريخ 28 أبريل سنويا، وذلك بمناسبة سقوط جمهورية أفغانستان الديمقراطية سنة 1992م، وجلاء القوات السوفيتية من أفغانستان ، واعتبار يوم 28 لشهر أبريل هي إجازة رسمية لأفغانستان .
وفي سنة 2007م ، كرم حميد كرزاي للمحاربين القدامى الذين شاركوا ضد القوات السوفيتية خلال فترة الثمانينيات من القرن العشرين.

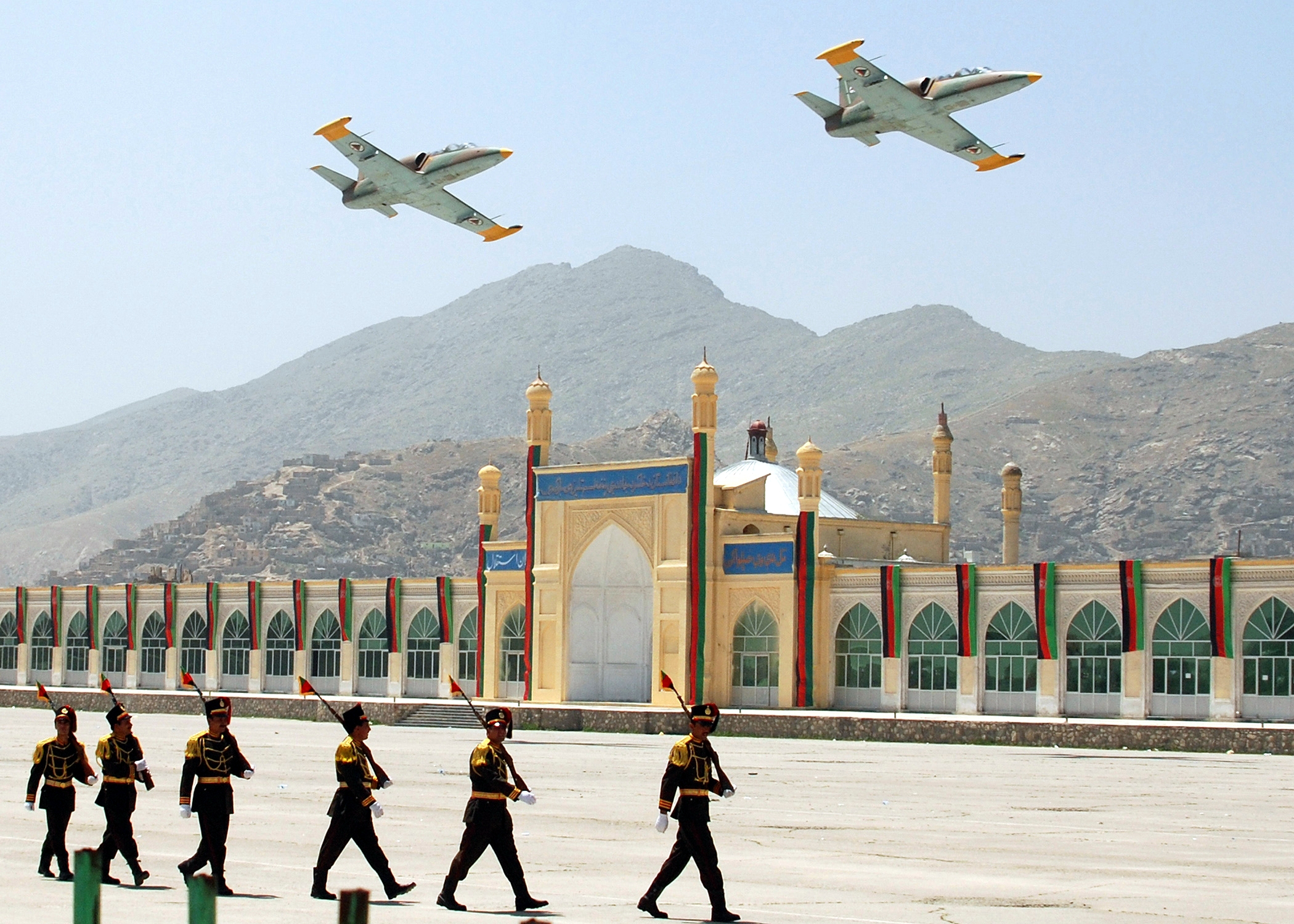
استعراض عسكري بمناسبة يوم نصر المجاهدين.

## وصلات خارجية
- Press release by the Afghan Embassy in Tokyo on 2006 MVD